# Колесниково (Калининский район)
Коле́сниково — деревня в Калининском районе Тверской области. Относится к Бурашевскому сельскому поселению. До 2006 года входила в состав Андрейковского сельского округа.
Расположена южнее Твери, в 0,5 км к юго-востоку от деревни Андрейково.
Рядом с деревней крупная молочно-товарная ферма бывшего колхоза им. XXII съезда КПСС. Отсюда известные в Твери названия «Колесниковское молоко», «КоМо».
В 1997 году — 14 хозяйств, 36 жителей.